# Museo Civico di Storia Naturale di Milano
Le Museo Civico di Storia Naturale di Milano (« Musée public d’Histoire naturelle de Milan ») a été fondé en 1838.
Quelques années plus tôt, le naturaliste et collectionneur Giuseppe De Cristoforis (1803-1837), lègue ses collections à la ville de Milan avec l’obligation de fonder un musée dont la direction sera confiée à son ami Giorgio Jan (1791-1866). Celui-ci lègue à son tour ses propres collections à l’institution.
Le musée est presque totalement détruit par un bombardement en 1943 qui entraîne la perte de la moitié de la collection. Il est reconstruit après la guerre et rouvre ses portes en 1952. Il possède 23 salles d’exposition (soit environ 5 500 m2) et conserve près de trois millions d’objets. Il possède le plus riche ensemble de dioramas d’Italie (une centaine environ). La bibliothèque possède 120 000 volumes et reçoit environ 4 000 revues.